# 8BITMIME
8BITMIME (RFC 1652) es una extensión SMTP estandarizada en 1994 que facilita el intercambio de mensajes de correo electrónico que contienen octetos fuera del rango de los 7 bit según establece ASCII. Antes de que se contara con implementaciones de 8BITMIME, los clientes de correo electrónico empleaban varias técnicas para solventar las limitaciones de la codificación 7 bit, estas incluían codificar el texto a binario y el empleo de UTF-7.  Sin embargo, estos rodeos necesariamente incurrían en sobrecargas en el ancho de banda al transmitir datos no ASCII.
Al menos los siguientes servidores de correo publican la extensión 8BITMIME:
- Apache James (desde la versión 2.3.0a1)
- Courier Mail Server
- ESMTP
- IIS El servicio SMTP
- Lotus Domino
- Maillennium
- Microsoft Exchange Server (desde Exchange Server 2000)
- Novell GroupWise
- Postfix
- Sendmail (desde la versión 6.57)
- SubEtha  Archivado el 11 de octubre de 2007 en Wayback Machine.

Los siguientes servidores pueden ser configurados para publicar 8BITMIME, pero no implementan el estándar completamente:
- Exim (capaz de procesar 8 bit, pero no traduce mensajes de 8 bit a 7 bit cuando envía mensajes a extremos que no soportan 8BITMIME)
- qmail (no traduce mensajes de 8 bit a 7 bit cuando envía mensajes a extremos que no soportan 8BITMIME, como es requerido por al RFC , )

Hasta junio de 2005, los siguientes servidores no implementaban la extensión:
- Microsoft Exchange Internet Mail Service (versión 5.5)
- Netscape Messaging Server 4.15